# Ketting Sogn
Ketting Sogn er et sogn i Sønderborg Provsti (Haderslev Stift).
Ketting Sogn hørte til Als Sønder Herred i Sønderborg Amt. Ketting sognekommune blev i 1966 lagt sammen med Augustenborg flække, som ved kommunalreformen i 1970 blev kernen i Augustenborg Kommune, der ved strukturreformen i 2007 indgik i Sønderborg Kommune.
I Ketting Sogn ligger Ketting Kirke.
I sognet findes følgende autoriserede stednavne:
- Blegebæk (bebyggelse)
- Blæsborg (bebyggelse)
- Bro (bebyggelse, ejerlav)
- Gammelgaard (ejerlav, landbrugsejendom)
- Gundestrup Mark (bebyggelse)
- Kalvehuse (bebyggelse)
- Ketting (bebyggelse, ejerlav)
- Ketting Mark (bebyggelse)
- Ketting Nor (vandareal)
- Krum-om (bebyggelse)
- Osbæk (bebyggelse)
- Pulverbæk (vandareal)
- Sebbelev (bebyggelse, ejerlav)
- Sebbelev Mark (bebyggelse)
- Sebbelev Nor (vandareal)
- Skakkenborg (bebyggelse)
- Tovrup (bebyggelse)

## Afstemningsresultat
Folkeafstemningen ved Genforeningen i 1920 gav i Ketting Sogn 391 stemmer for Danmark, 86 for Tyskland. Af vælgerne var 25 tilrejst fra Danmark, 69 fra Tyskland.